# Victor Atiyeh
Victor George "Vic" Atiyeh ([əˈtiːjə]; 20 de Fevereiro de 1923 – 20 de Julho de 2014) foi um político americano e membro do Partido Republicano que exerceu como 32º Governador do Oregon de 1979 até 1987. Foi também o primeiro governador eleito de ascendência síria nos Estados Unidos.
Atiyeh foi eleito em 1978, derrotando o atual governador Democrata Robert W. Straub. Foi reeleito contra o futuro Governador Ted Kulongoski com 61,6% dos votos em 1982, a maior margem em 32 anos. Antes de ser eleito Governador, Atiyeh exerceu continuamente no Legislativo de Oregon desde 1959, inicialmente na Câmara e depois no Senado. Até o momento, Atiyeh é o último Republicano a exercer como governador do Oregon.

## Primeiros anos
Os pais de Atiyeh, George e Linda, imigraram da Síria para os Estados Unidos. O pai de Atiyeh veio pela Ilha Ellis em 1898 para se juntar ao negócio de tapetes de seu irmão Aziz. A família da mãe de Atiyeh pertencia à Igreja Ortodoxa Grega de Antioquia, embora Atiyeh se juntasse à Igreja Episcopal mais tarde na vida.
Atiyeh cresceu em Portland, Oregon, frequentando a Escola Primária Holladay e o Colégio Washington. Ficou dois anos na Universidade do Oregon em Eugene, onde jogou como Guard pelo programa de futebol americano pelo Oregon Ducks e tornou-se líder regional do Boy Scouts of America. Quando seu pai morreu, Atiyeh abandonou a universidade e assumiu o negócio de tapetes e carpetes de sua família, a Atiyeh Brothers.

## Carreira política

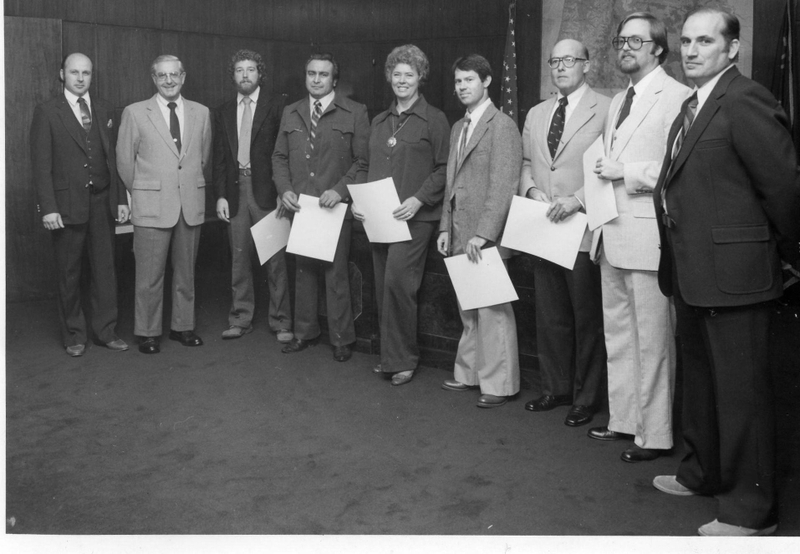
Reunião do Governador Atiyeh (2º da esquerda) com a delegação no Capitólio do Estado do Oregon em 1980

Atiyeh exerceu como membro da Câmara dos Representantes do Oregon de 1959 até 1964 e no Senado do Estado do Oregon de 1965 até 1978. Em 1974, candidatou-se a governador e perdeu para o Democrata Robert W. Straub. Depois de derrotar o ex-governador Tom McCall nas primárias, Atiyeh candidatou-se contra Straub novamente na eleição de 1978, mas venceu desta vez com 55 porcento dos votos. Em 1982, ganhou a reeleição para um segundo mandato de quatro anos, ganhando pela maior margem em 32 anos para uma eleição governamental no Oregon.

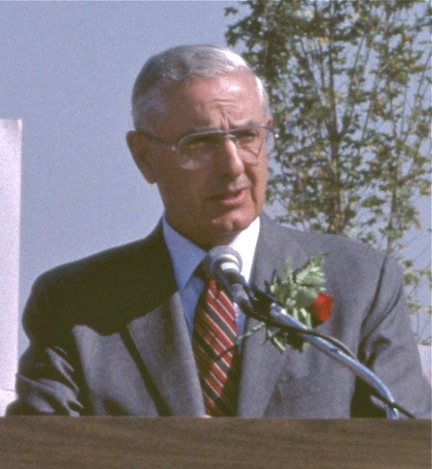
Atiyeh em 1986

Como governador, Atiyeh estabeleceu novos programas de segurança pública para os negócios tradicionais de pesca e serraria do Oregon. Forneceu incentivos para trazer novas indústrias ao estado para diversificar a economia, incluindo a abertura de um escritório comercial em Tóquio, Japão, o primeiro escritório comercial internacional do Oregon. Lançou uma iniciativa mundial de turismo e trabalhou para a designação do Columbia River Gorge como uma área nacional de preservação paisagística.
Atiyeh ajudou a criar um banco alimentar por todo o estado, que foi o primeiro do país. Também trabalhou para aumentar a conscientização sobre os perigos de dirigir embriagado e assinou novas leis contra a prática. Presidiu a Associação de Governadores Republicanos e foi o líder da Convenção Nacional Republicana do Presidente Ronald Reagan em 1984.

## Trabalho voluntário e beneficente
Atiyeh teve um longo vínculo com a Universidade Pacific, sediada em Forest Grove, exercendo como administrador e administrador emérito e aceitando um doutorado honorário da universidade em 1996. Doou um tesouro de suas recordações à biblioteca da universidade em 2011.

## Vida posterior
Depois de deixar o cargo, Atiyeh tornou-se consultor de comércio internacional. No dia 31 de Agosto de 2005, foi submetido a cirurgia de Ponte aorto-coronária; foi ao Hospital St. Vincent em Portland depois de sofrer dores no peito. Atiyeh se destacou por seu conservadorismo fiscal; seu porta-voz notou que o havia parado no caminho para o hospital para abastecer seu carro com gasolina, tendo observado o aumento acentuado dos preços. Nas semanas após a cirurgia, Atiyeh foi readmitido no hospital por várias breves estadias após sofrer falta de ar e dor nos braços.
Em 2006, Atiyeh co-presidiu a campanha "Yes on 49", apoiando a Medida 49, juntamente com a ex-governadora Democrata Barbara Roberts, o ex e futuro governador John Kitzhaber e o então governador Ted Kulongoski. Solicitou uma doação de 100 000 dólares à campanha para o Phil Knight, CEO da Nike.
No dia 20 de Julho de 2014, Atiyeh morreu de insuficiência renal no Hospital St. Vincent em Portland, que foi contraído após uma queda que sofreu em sua casa no dia 5 de Julho. Tinha 91 anos.

## Vida pessoal
Atiyeh viveu em Portland com sua esposa, Dolores (nascida Hewitt), com quem casou-se no dia 5 de Julho de 1944. Atiyeh e sua esposa tiveram dois filhos, Tom e Suzanne. Dolores morreu no dia 29 de Agosto de 2016, em Portland aos 92 anos.